# Lingua pitjantjatjara
La lingua pitjantjatjara (pronuncia aborigena: [ˈpɪɟanɟaɟaɾa] o [ˈpɪɟanɟaɾa]) è un dialetto della lingua del Deserto australiano occidentale tradizionalmente parlato dalla popolazione Pitjantjatjara dell'Australia centrale. È mutualmente intelligibile con altre varietà della lingua parlata nel Deserto Occidentale, e è strettamente imparentato con la lingua Yankunytjatjara.
Il Pitjantjatjara è una lingua aborigena relativamente viva, tanto che i bambini la imparano in alcune scuole aborigene. Il tasso di alfabetizzazione di coloro che la usano come prima lingua è del 50–70%, mentre è del 10–15%  per chi la usa come seconda lingua. Esiste anche un dizionario Pitjantjatjara e sono state tradotte in questa lingua parti del Nuovo Testamento e della Bibbia, dal 2002.

## Nome

### Origine
Il nome Pitjantjatjara (così come i nomi Yankunytjatjara, Ngaanyatjarra e altri) si basa su una sola parola principale, il verbo usato per ‘andare/venire',  che lo distingue dalla sua lingua prossima, lo Yankunytjatjara. Quest'ultima lingua ha yankunytja (presente indicativo yananyi) per questo verbo, mentre il Pitjantjatjara ha pitjantja (all'indicativo presente pitjanyi). La desinenza -tjara è il suffisso comitativo ed ha il significativo di ‘avente' o ‘con'. "Yankunytjatjara", pertanto, significa "avere yankunytja", in contrapposizione a "Pitjantjatjara", che significa "ha pitjantja".

### Pronuncia
Tramite un processo di aplologia, il nome Pitjantjatjara è generalmente pronunciato (nel discorso parlato) senza una delle sillabe ripetute -tja-, quindi pitjantjara. Nel discorso lento, attento tutte le sillabe sono pronunciate.
Il nome ufficiale più lungo di un luogo in Australia è una parola Pitjantjatjara, Mamungkukumpurangkuntjunya Hill in Australia Meridionale, che significa "dove il diavolo urina".

## Grammatica
Caratteristiche distintive del Pitjantjatjara comprendono le desinenze -pa nelle parole che terminerebbero con consonanti e la preferenza a non avere la y all'inizio della maggior parte delle parole.

### Sostantivi e frasi sostantivali
Il Pitjantjatjara usa i casi per stabilire il ruolo dei nomi all'interno delle frasi come soggetto, complemento oggetto, luogo, ecc. Il Pitjantjatjara è una lingua con ergatività divisa, perché nomi e pronomi sono espressi con casi diversi (Bowe 1990: 9-12).
Si consideri il seguente esempio, dove il soggetto di un verbo transitivo è espresso con il caso ergativo e l'oggetto con il caso assolutivo (Bowe 1990: 10):
| Minyma-ngku                 | tjitji               | nya-ngu.       |
| donna-ergativo              | bambino (assolutivo) | vedere-passato |
| 'La donna vide il bambino.' |                      |                |

Ciò è in contrasto con la seguente frase con un verbo intransitivo, in cui il soggetto viene espresso dal caso assolutivo:
| Tjitji               | a-nu.          |
| bambino (assolutivo) | andare-passato |
| 'Il bambino andò.'   |                |

In contrasto con lo schema ergativo-assolutivo che si applica ai nomi, i pronomi mostrano uno schema nominativo-accusativo. Si considerino i seguenti esempi, con pronomi soggetto (Bowe 1990: 11):
| Ngayu-lu              | tjitji               | nya-ngu.       |
| Io-nom                | bambino (assolutivo) | vedere-passato |
| 'Io vidi il bambino.' |                      |                |

| Ngayu-lu    | a-nu.          |
| Io-nom      | andare-passato |
| 'Io andai.' |                |

### Verbi e frasi verbali
I verbi Pitjantjatjara hanno si declinano con tempi.  Il Pitjantjatjara ha quattro diverse classi verbali, ciascuna delle quali prende desinenze leggermente diverse ( le classi prendono il nome dai loro suffissi imperativi): verbi della class ∅, verbi della classe la, verbi della classe wa, e verbi della classe ra.

### Morfologia derivativa
Questa lingua possiede inoltre modi sistematici di modificare le parole da una parte del discorso all'altra. Per es.: creare nomi da verbi e viceversa. Tuttavia, le parole formate in questo modo hanno significati leggermente diversi che non possono essere arguiti dal solo schema.

## Fonologia e ortografia segmentarie
Esistono minime differenza standard nella sillabazione usata nel Territorio Settentrionale e in Australia Occidentale a confronto con l'Australia Meridionale, per esempio le prime due scrivono la ⟨w⟩ tra combinazioni di ⟨a⟩ e  ⟨u⟩ e la ⟨y⟩ tra ⟨a⟩ e ⟨i⟩, che in Australia Meridionale non si usano.
Il Pitjantjatjara possiede le seguenti consonanti, scritte in grassetto:
| Periperiche   | Periperiche | Laminali  | Apicali    | Apicali     |           |
| Bilabiali     | Velari      | Palatali  | Alveolari  | Retroflesse |           |
| ------------- | ----------- | --------- | ---------- | ----------- | --------- |
| Esplosive     | p [p]~[b]   | k [k]~[ɡ] | tj [c]~[ɟ] | t [t]~[d]   | ṯ [ʈ]~[ɖ] |
| Nasali        | m [m]       | ng [ŋ]    | ny [ɲ]     | n [n]       | ṉ [ɳ]     |
| Vibranti      | r [ɲ]~[ɾ]   |           |            |             |           |
| Laterali      | ly [ʎ]      | l [l]     | ḻ [m]      |             |           |
| Approssimanti | w [w]       | w [w]     | y [j]      | ṟ [ɻ]~[ɹ]   | ṟ [ɻ]~[ɹ] |

Il Pitjantjatjara possiede tre vocali:
| Davanti | Centro         | Dietro         |
| ------- | -------------- | -------------- |
| Chiuse  | i [j], ii [ɪː] | u [ʊ], uu [ʊː] |
| Aperte  | a [ɡ], aa [aː] |                |

Le vocali Pitjantjatjara hanno un contrasto di lunghezza che viene espresso scrivendole doppie. In passato, talvolta si usavano i due punti per indicare le vocali lunghe: ⟨a:⟩, ⟨i:⟩, ⟨u:⟩.

## Vocabolario

### Nome del luogo sacro Uluru'
Le popolazioni Pitjantjatjara chiamano un luogo Uluṟu (pronuncia aborigena: ['uluɻu]). Questa parola non ha un significato particolare nella lingua Pitjantjatjara, benché venga usata come cognome locale dai Proprietari Tradizionali di Uluru.
Il 19 luglio 1873, il perito William Gosse vide il luogo e lo chiamò Ayers Rock in onore dell'allora Primo Ministro dell'Australia Meridionale, Sir Henry Ayers. Da allora si usano entrambi i nomi.
Nel 1993, venne adottato il bilinguismo con uso dei nomi in inglese e aborigeno. Il 15 dicembre 1993, il luogo venne quindi ridenominato  "Ayers Rock / Uluru" diventando così il primo luogo bilingue del Territorio Settentrionale. Il 6 novembre 2002 il doppio nome venne invertito a "Uluru / Ayers Rock" a seguito di una richiesta dell'Associazione Turistica Regionale di Alice Springs.

## Unicode
Il Pitjantjatjara richiede le seguenti lettere sottolineate che possono essere scritte come lettere normali con formattazione sottilineata oppure come caratteri Unicode che comprendono già la sottolineatura:
- Ḻ: unicode 1E3A
- ḻ: unicode 1E3B
- Ṉ: unicode 1E48
- ṉ: unicode 1E49
- Ṟ: unicode 1E5E
- ṟ: unicode 1E5F
- Ṯ: unicode 1E6E
- ṯ: unicode 1E6F